# Lissonota silvatica
Lissonota silvatica är en stekelart som beskrevs av Heinrich Habermehl 1918.
Lissonota silvatica ingår i släktet Lissonota och familjen brokparasitsteklar. Arten är reproducerande i Sverige. Inga underarter finns listade i Catalogue of Life.